# Dictyna schmidti
Dictyna schmidti là một loài nhện trong họ Dictynidae. Loài này được phát hiện ở het oosten van Siberië.
Loài này thuộc chi Dictyna. Dictyna schmidti được Wladislaus Kulczynski miêu tả năm 1926.